# Ludo Dielis
Ludo Dielis (23 février 1945) est un joueur belge de billard carambole. Il a remporté dans diverses disciplines 9 titres mondiaux, 23 titres européens et 37 titres de Belgique (69 titres en tout). Il a notamment été champion du monde de 3 bandes de l'Union mondiale de billard en 1981 et champion du monde de 3 bandes BWA en 1989. Un tournoi jeunesse de billard porte son nom en Belgique. 